# Grottes d'Hercule (Tanger)
Ne doit pas être confondu avec Grottes d'Hercule (Tolède).
Les grottes d'Hercule sont des cavernes naturelles situées à 14 km à l’ouest de Tanger, au Maroc, à l'entrée atlantique du détroit de Gibraltar.
Géographes et historiens l'identifient avec l'endroit dans lequel, selon la mythologie antique, Hercule, demi-dieu grec fils de Zeus, se serait reposé avant de dérober les pommes d'or, jadis offertes par Zeus à Héra, mais dérobées par les Hespérides.
En effet, la onzième mission dévolue à Hercule consistait à s'emparer de ces pommes. À cette fin, il dut préalablement tuer Ladon, le dragon à cent têtes chargé de défendre à tout être vivant l'entrée du Jardin, dans lequel les Hespérides Églé, Érythie et Hespérie, toutes trois filles du Titan Atlas avaient caché les arbres aux fruits magiques, dont l'absorption était censée procurer l'immortalité.

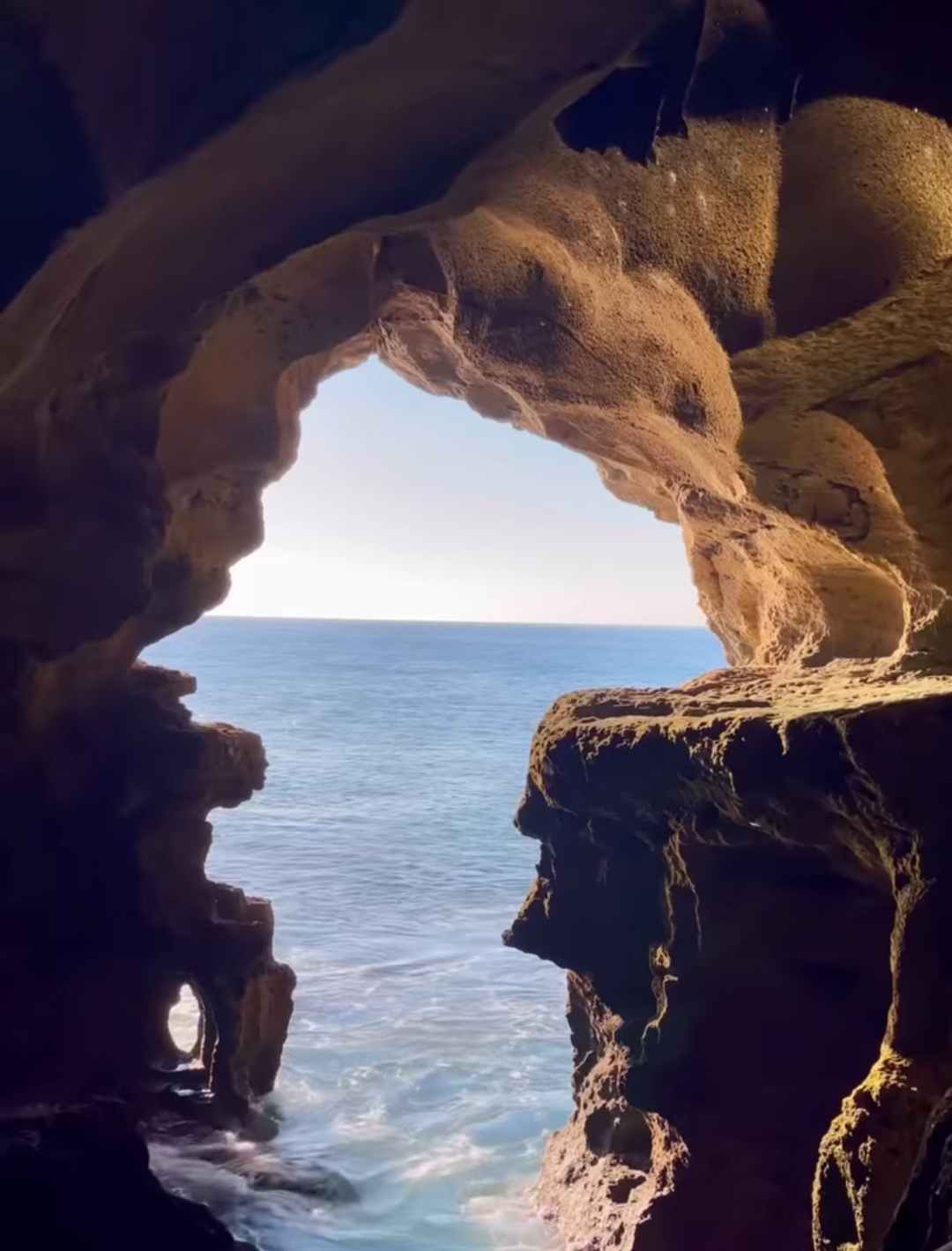
Au bout de la grotte, une vue sur mer ou s'abattent des vagues offrant une très belle sensation pour les visiteurs